# 巴拿馬小公魚
巴拿馬小公魚（学名：Anchoviella balboae）為輻鰭魚綱鲱形目鳀科的其中一種，分布於中東太平洋的巴拿馬海域，本魚體細而側扁，吻短，上頷短，胸鰭相當長，鰭條延伸至腹鰭，臀鰭軟條17-23條，體長可達7.2公分，喜群游。

## 擴展閱讀
維基物種上的相關：巴拿馬小公魚